# Pachymorpha simplicipes
Pachymorpha simplicipes is een wandelende tak uit de familie Phasmatidae. De wetenschappelijke naam van deze soort is voor het eerst voorgesteld door Jean Guillaume Audinet-Serville in een publicatie uit 1838.
De soort komt voor in Australië.